# SCO contre Linux
Début 2003, l'entreprise the SCO Group a intenté un procès contre IBM au prétexte qu'IBM  aurait inclus dans le noyau Linux une portion de code source d'Unix, dont SCO aurait eu la propriété intellectuelle. Par ce motif, SCO exigeait aussi le paiement d'une licence par chaque utilisateur de Linux et a pris contact avec de nombreuses entreprises dans ce sens. 
Ces allégations (et la relative incertitude concernant l'issue du procès) mettaient en cause la légalité du noyau Linux au regard du droit d'auteur. Ce doute a pu constituer un handicap pour les entreprises distribuant ce logiciel (d'où les plaintes déposées en retour par les sociétés Red Hat et Novell contre le groupe SCO).
Les grands acteurs du marché Linux, réagirent de différentes manières :
- IBM en refusant en bloc les allégations de SCO, et déclarant ne pas en tenir compte tant que celles-ci n'auraient pas été prouvées d'une manière ou d'une autre.
- HP en s'engageant auprès de ses clients à prendre la licence et tous les frais de retard à leur place et à ses frais, si quoi que ce soit se confirmait sérieusement dans cette affaire.
- Le 4 août 2003, Red Hat intenta un procès contre SCO pour « manœuvres mensongères organisées dans le but de porter préjudice à ses ventes »[2].
- Novell fut impliqué dans une série d'actions en justice visant à déterminer le propriétaire des droits d'auteurs concernant Unix.

Un jugement, rendu le 10 août 2007 par la cour de district de l'Utah, 
indique que Novell (développeur et distributeur de Linux, en particulier à travers la distribution SuSE) est le véritable propriétaire des copyrights concernant Unix et UnixWare. Ce jugement constitue un sérieux revers pour le groupe SCO, dont le principal motif d'attaque était la revendication de la propriété intellectuelle d'Unix, et lui laisse peu de chances de gagner les suites de son procès contre IBM.

Toutefois, en août 2009, une cour fédérale casse le jugement de 2007,.
En 2010, Novell gagne définitivement contre SCO.

## Financement de SCO par Microsoft
Le 4 mars 2004, un e-mail interne de SCO détaille comment Microsoft a fourni 106 millions de dollars en passant par Baystar et d'autres moyens. Blake Stowell de SCO a confirmé l'authenticité de cet email. BayStar a prétendu que le deal avait été suggéré par Microsoft, mais que l'argent ne venait pas d'eux directement. En plus de l'implication de Baystar, Microsoft a payé 6 millions de dollars en mai 2003 à SCO pour une licence « Unix et brevets relatifs à Unix », malgré le peu de brevets relatifs à Unix possédés par SCO. Cet accord a été largement perçu par la presse comme un coup de pouce aux finances de SCO dans son procès contre IBM, dans le but de discréditer Linux,.